# Julian Wajnberg
Julian Wajnberg (Weinberg) (ur. 17 kwietnia 1890 w Łodzi, zmarł w 1960 tamże) – inżynier elektryk, pracownik Elektrowni Łódzkiej przed wojną i po wojnie, więzień getta Litzmannstadt.

## Biogram
Rodzice: Izrael Wolf (ok. 1855 - 17 sierpnia 1917) i Natalia (Nacha Ruchla) (1861-?) z d. Sieradzka. 
Po uzyskaniu matury studiował na wydziale matematycznym Sorbony, a następnie na Uniwersytecie w Nancy, gdzie w 1910 uzyskał dyplom inżyniera elektryka. Po rocznej praktyce i wygraniu konkursu ofert rozpoczął pracę w Elektrowni Łódzkiej przy budowie sieci kablowej miasta. Od 1919 pracował przy uruchamianiu zdewastowanej przez Niemców elektrowni i niektórych  fabryk, a następnie zajmował się planowaniem inwestycji sieci i turbogeneratorów rozbudowywanej w okresie międzywojennym Elektrowni Łódzkiej. 
W 1937 obchodził jubileusz 25-lecia pracy w elektrowni, o czym informowała prasa łódzka. Mieszkał przy ul. Piotrkowskiej 212.
Był członkiem rzeczywistym Stowarzyszenia Techników w Łodzi oraz współwłaścicielem firmy Weinberg Bracia mieszczącej się przy ul. Rozwadowskiej (obecnie ul. Ludwika Zamenhofa) 11.
Należał (od 25 lutego 1936) do Stowarzyszenia Humanitarnego „Montefiore - B'nei B'rith”.
Na początku 1940 przymusowo przesiedlony do getta, które hitlerowcy stworzyli w Łodzi  dla Żydów z Łodzi i wielu innych miast Polski i Europy, które w latach 1940-1944 było ogromnym obozem pracy ale i eksterminacji. Zamieszkał tam przy ul. B. Limanowskiego 40. 
1 marca 1940 objął stanowisko kierownika Wydziału Elektrotechnicznego w administracji Getta prowadzonej przez Chaima Mordechaja Rumkowskiego, Przełożonego Starszeństwa Żydów w łódzkim getcie.
11 kwietnia 1941 wszedł w skład Rady Centralnej Komisji Fachowej dla Przemysłu i Pracy a z jej upoważnienia odpowiadał za niezawodność dostaw prądu w getcie. Wchodził w skład siedmioosobowej Rady Starszych. 
Przy likwidacji getta w sierpniu 1944 uniknął wywiezienia do obozu zagłady Auschwitz-Birkenau ukrywając się skutecznie na terenie getta aż do dnia wyzwolenia Łodzi 19 stycznia 1945. 
Po wojnie pracował jako zastępca dyrektora ds. technicznych Elektrowni Łódzkiej. 
W małżeństwie z Reginą (Rywką) z Lubińskich (ur. 22 marca 1894) miał synów bliźniaków: Juliana i Jerzego Władysława (ur. 1 marca 1925) oraz córkę Joannę Mary (ur. 8 czerwca 1930).
Pochowany na  cmentarzu komunalnym na Dołach w Łodzi przy ul. Smutnej.